# 7 février 1932
Le dimanche 7 février 1932 est le 38e jour de l'année 1932.

## Naissances
- Alfred Worden, astronaute américain
- Anton Schlembach, prélat catholique allemand
- Gay Talese, écrivain américain
- Jan Mycielski, mathématicien polono-américain
- John Atyeo (mort le 8 juin 1993), footballeur anglais
- Miguel C. Cinches (mort le 12 avril 2010), évêque catholique philippin
- Nikita Larionovič Larionov (mort le 21 septembre 2014), poète russe
- Vasily Kuznetsov (mort le 6 août 2001), athlète soviétique spécialiste du décathlon
- Warren Smith (mort le 30 janvier 1980), chanteur de rockabilly et de country music

## Décès
- Augusto Leguía (né le 19 février 1863), homme politique péruvien
- Charles Janet (né le 15 juin 1849), ingénieur, industriel et inventeur français